# Montbard
Montbard är en kommun i departementet Côte-d'Or i regionen Bourgogne-Franche-Comté i östra Frankrike. Kommunen ligger i kantonen Montbard som tillhör arrondissementet Montbard. År 2022 hade Montbard 4 751 invånare.

## Befolkningsutveckling
Antalet invånare i kommunen Montbard
Referens:INSEE